# Jertha von Pistor
Jertha von Pistor (* 8. November 1856 in Graz; † 17. November 1888) war eine österreichische Theaterschauspielerin.

## Leben
Sie betrat mit 16 Jahren zum ersten Mal die Bühne in Graz. War hierauf in Pest, am Lobe-Theater in Breslau, am Hoftheater in Königsberg engagiert, und trat 1879 in den Verband des Stadttheaters Hamburg, wo sie von 1879, mit Ausnahme einer einjährigen Tätigkeit am Stadttheater Bremen (1886 bis 1887) ununterbrochen bis zu ihrem Tode wirkte.